# Santa Cecilia de Madero
Santa Cecilia de Madero är en ort i Mexiko.   Den ligger i kommunen San Juan Lalana och delstaten Oaxaca, i den sydöstra delen av landet, 400 km sydost om huvudstaden Mexico City. Santa Cecilia de Madero ligger 201 meter över havet och antalet invånare är 347.
Terrängen runt Santa Cecilia de Madero är huvudsakligen kuperad, men österut är den platt. Runt Santa Cecilia de Madero är det glesbefolkat, med 12 invånare per kvadratkilometer. Närmaste större samhälle är San Juan del Río, 5,7 km öster om Santa Cecilia de Madero. I omgivningarna runt Santa Cecilia de Madero växer huvudsakligen savannskog.